# Бокштейн, Илья Вениаминович
Илья́ Вениами́нович Бокште́йн (11 марта 1937, Москва, СССР — 18 октября 1999, Яффа, Израиль) — израильский поэт, художник, эссеист, переводчик.

## Биография
Родился 11 марта 1937 года в Москве. Болел костным туберкулезом. Более семи лет находился в больнице.
Диссидент. В 1961 году был осужден по обвинению в антисоветской пропаганде в связи с поэтическими чтениями на площади Маяковского к пяти годам лишения свободы. Срок отбывал в Мордовской АССРМ (Дубровлаг). Освобожден в августе 1966 года. Чтобы прописаться в Москве, был вынужден симулировать психическое заболевание. Несколько месяцев провёл в психиатрической больнице.
Продолжал писать стихи, изучал иностранные языки. Общался со священниками Дмитрием Дудко, Глебом Якуниным, дьяконом Борисом Хайбулиным. В конце 1960-х близко дружил с Гейдаром Джемалем и его женой Еленой и долгое время жил у них.
В 1972 году репатриировался в Израиль. Жил в Тель-Авиве. Библиотека и архив Бокштейна считаются утерянными.
Умер 18 октября 1999 года в Яффо.
По некоторым данным, Булат Окуджава посвятил поэту Илье Вениаминовичу Бокштейну песню «Бумажный солдатик» («Один солдат на свете жил красивый и отважный…»).

## Творчество
Факсимильная книга «Блики волны» (Бат-Ям, 1986).
Около 50 публикаций в литературной периодике Израиля и других стран: в журналах и альманахах «Время и Мы», «22», «Алеф», «Иерусалимский журнал», «Двоеточие», «Новое литературное обозрение»; в антологиях: «У Голубой лагуны» (США, 1984, составитель К. Кузьминский), «Мулета» (Франция, 1985, составитель В. Котляров), «Антология Русской поэзии XX-го века» (1986, составитель П. Леви), «Поэт — Поэту» (1990 и 2000, составитель Р. МакКейн), обе — Великобритания, с переводом на английский язык Р. МакКейна; Антология «Гнозис» (1993-94, Россия, составитель А. Ровнер); «Освобожденный Улисс» (2004, составитель Д. Кузьмин), «Антология поэзии Израиль 2005» (составитель А. М. Кобринский).
Посмертно в Иерусалиме вышла трилогия избранных прижизненных публикаций И. Бокштейна (составитель Минна Лейн): «Быть я любимым хотел», ISBN 965-7129-13-3, (2001); «Говорит Звезда с Луной» ISBN 965-7129-25-7, (2002); «Авангардист на крышу вышел» ISBN 965-7129-26-5, (2003).

## Поэт о себе
Был 1937 год в Москве, но я родился.
Потом учился в институте культуры.
Осознал себя поэтом поздно, на сорок втором году.
Все что было до этого (выступления на площади Маяковского,
арест, пять лет мордовских лагерей, отъезд) — представляется мне черновым наброском, мраком.
И трудно вспомнить себя до первого озарения.
Помню только, как в отрочестве мечтал о героических подвигах,
как многие; надеялся создать нечто бессмертное или отдать себя
за что-нибудь очень хорошее и необычное.
Впрочем, может мне это теперь все кажется, ибо до творчества — был не я, а совершенно другая личность.
И. Бокштейн